# Thai bát
A bát (angol átírás szerint baht) Thaiföld hivatalos pénzneme.

## Érmék
Az 1, 5 és 10 szatang értékű érmék csak banki forgalomban használatosak. Habár hivatalos fizetőeszköz, kisebb üzletekben a szatang értékű érméket nem fogadják el.
A régebbi kiadású érméken csak a hagyományos thai számokkal van feltüntetve az érme értéke, az újabb kiadású érméken és a bankjegyeken mind thai, mind arab számokkal megtalálható az érték.

### 1986-os sorozat
| Névérték   | Műszaki paraméterek | Műszaki paraméterek | Műszaki paraméterek                     | Leírás                    | Leírás                     | Első kibocsátás |
| Névérték   | Átmérő              | Súly                | Összetétel                              | Előlap                    | Hátlap                     | Első kibocsátás |
| ---------- | ------------------- | ------------------- | --------------------------------------- | ------------------------- | -------------------------- | --------------- |
| 1 szatang  | 15 mm               | 0,5 g               | Alumínium                               | Bhumibol Adulyadej király | Haripunchai templom        | 1987            |
| 5 szatang  | 16 mm               | 0,6 g               | Alumínium                               | Bhumibol Adulyadej király | Phra Patom templom         | 1987            |
| 10 szatang | 17,5 mm             | 0,8 g               | Alumínium                               | Bhumibol Adulyadej király | Phrathat Chungchum templom | 1987            |
| 25 szatang | 16 mm               | 1,9 g               | Aluminium-bronz                         | Bhumibol Adulyadej király | Mahathat templom           | 1987            |
| 50 szatang | 18 mm               | 2,4 g               | Aluminium-bronz                         | Bhumibol Adulyadej király | Doi Suthep templom         | 1987            |
| 1 bát      | 20 mm               | 3,4 g               | kupronikkel                             | Bhumibol Adulyadej király | Phra Kaew templom          | 1986            |
| 2 bát      | 21,75 mm            | 4,4 g               | kupronikkel                             | Bhumibol Adulyadej király | Saket templom              | 2005            |
| 5 bát      | 24 mm               | 7,5 g               | kupronikkel                             | Bhumibol Adulyadej király | Benchamabophit templom     | 1988            |
| 10 bát     | 26 mm               | 8,5 g               | Gyűrű: kupronikkel Mag: Alumínium-bronz | Bhumibol Adulyadej király | Arun templom               | 1988            |

## Bankjegyek

### 15. sorozat
| Névérték | Méret       | Szín   | Leírás                               | Leírás                               | Kibocsátás         |
| Névérték | Méret       | Szín   | Előlap                               | Hátlap                               | Kibocsátás         |
| -------- | ----------- | ------ | ------------------------------------ | ------------------------------------ | ------------------ |
| 20 bát   | 138 × 72 mm | zöld   | Bhumibol Adulyadej király (IX. Ráma) | Ananda Mahidol (VIII. Ráma)          | 2003. március 3.   |
| 50 bát   | 144 × 72 mm | kék    | Bhumibol Adulyadej király (IX. Ráma) | Mongkut király (IV. Ráma)            | 2004. október 1.   |
| 100 bát  | 150 × 72 mm | vörös  | Bhumibol Adulyadej király (IX. Ráma) | Chulalongkorn király (V. Ráma)       | 2005. október 21.  |
| 500 bát  | 156 × 72 mm | Lila   | Bhumibol Adulyadej király (IX. Ráma) | Nangklao király (III. Ráma)          | 2001. augusztus 1. |
| 1000 bát | 162 × 72 mm | Szürke | Bhumibol Adulyadej király (IX. Ráma) | Bhumibol Adulyadej király (IX. Ráma) | 2005. november 25. |

### 16. sorozat
Az 50 bátos bankjegyet 2012. január 18-án bocsátották ki. 2013. április 1-jén bocsátották ki a 20 bátos bankjegyet. 2014. május 12-én bocsátották ki az 500 bátos bankjegyet.
2015. február 26-án bocsátották ki a 100 bátos bankjegyet. 2015. augusztus 21-én bocsátották ki az új 1000 bátos bankjegyet.
| Névérték | Méret       | Szín  | Leírás                                                        | Leírás | Kibocsátás          |
| Névérték | Méret       | Szín  | Előlap                                                        | Hátlap | Kibocsátás          |
| -------- | ----------- | ----- | ------------------------------------------------------------- | --- | ------------------- |
| 20 bát   | 138 x 72 mm | zöld  | Royal Garuda-embléma, IX. Ráma a Chakri királyi ház ruhájában | Nagy Ramkhamhaeng szobra, Ramkhamhaeng sztélé                                                             | 2013. április 1.    |
| 50 bát   | 144 x 72 mm | kék   | Royal Garuda-embléma, IX. Ráma a Chakri királyi ház ruhájában | IX. Ráma a Chakri királyi ház ruhájában, Somdet Phra Naresuan Maharaj-emlékmű, Naresuan király ülő szobra | 2012. január 18.    |
| 100 bát  | 150 x 72 mm | vörös | Royal Garuda-embléma, IX. Ráma a Chakri királyi ház ruhájában | Nagy Taksin király képe, valamint a király egy lovon ül                                                   | 2015. február 26.   |
| 500 bát  | 156 x 72 mm | lila  | Royal Garuda-embléma, IX. Ráma a Chakri királyi ház ruhájában | I. Ráma király                                                                                            | 2014. május 12.     |
| 1000 bát | 162 x 72 mm | barna | Royal Garuda-embléma, IX. Ráma a Chakri királyi ház ruhájában | V. Ráma király képe, valamint a király egy lovon ül                                                       | 2015. augusztus 21. |

### 17. sorozat
2018-ban megújították a bankjegyeket az új király, Maha Vajiralongkorn Bodindradebayavarangkun hatalomra kerülése miatt.
| Névérték | Méret       | Szín  | Leírás                                                            | Leírás                           | Kibocsátás       |
| Névérték | Méret       | Szín  | Előlap                                                            | Hátlap                           | Kibocsátás       |
| -------- | ----------- | ----- | ----------------------------------------------------------------- | -------------------------------- | ---------------- |
| 20 bát   | 138 x 72 mm | zöld  | Maha Vajiralongkorn Bodindradebayavarangkun (X. Ráma) thai király | I. Ráma és II. Ráma királyok     | 2018. április 6. |
| 50 bát   | 144 x 72 mm | kék   | Maha Vajiralongkorn Bodindradebayavarangkun (X. Ráma) thai király | III. Ráma és IV. Ráma királyok   | 2018. április 6. |
| 100 bát  | 150 x 72 mm | vörös | Maha Vajiralongkorn Bodindradebayavarangkun (X. Ráma) thai király | V. Ráma és VI. Ráma királyok     | 2018. április 6. |
| 500 bát  | 156 x 72 mm | lila  | Maha Vajiralongkorn Bodindradebayavarangkun (X. Ráma) thai király | VII. Ráma és VIII. Ráma királyok | 2018. július 28. |
| 1000 bát | 162 x 72 mm | barna | Maha Vajiralongkorn Bodindradebayavarangkun (X. Ráma) thai király | IX. Ráma és X. Ráma királyok     | 2018. július 28. |

## Emlékbankjegyek
2010. május 4-én új 100 bátos emlékbankjegyet bocsátottak ki.
2011. december 2-án is kiadtak egy 100 bátos bankjegyet a király 84. születésnapja alkalmából.
| Névérték | Méret       | Szín           | Leírás                                             | Leírás                                                                                     | Kibocsátás        | Megjegyzés                                            |
| Névérték | Méret       | Szín           | Előlap                                             | Hátlap                                                                                     | Kibocsátás        | Megjegyzés                                            |
| -------- | ----------- | -------------- | -------------------------------------------------- | ------------------------------------------------------------------------------------------ | ----------------- | ----------------------------------------------------- |
| 100 bát  | 162 x 84 mm | vörös és sárga | Royal Garuda-embléma, IX. Ráma király egyenruhában | IX. Ráma király kamerával, szaxofonnal, Kwai Noi Bamrung Daen-gát Phitsanulok tartományban | 2011. december 2. | A király 84. születésnapja alkalmából bocsátották ki. |

## Érdekességek
- Thaiföldön tiszteletlenségnek számít a bankjegyeket a farzsebben tartani, mivel azokon az uralkodó képe is megtalálható, akit hatalmas megbecsülés övez az országban. Ugyancsak tiszteletlenség rálépni a bankjegyekre és az érmékre.

- A 10 bátos érme mérete, alakja és súlya nagyon hasonlít a 2 eurós érmére, és ahhoz hasonlóan kétféle ötvözetből készül. Bizonyos régebbi automaták elfogadják a thai érmét, melynek értéke körülbelül tizede a 2 eurós érmének.

- Egyes táblázatkezelő programok, például a Microsoft Excel és az Apache OpenOffice tartalmaznak egy olyan függvényt, amely egy számot thai szöveggé alakít, beleírva a pénz és a váltópénz nevét is. A BAHTTEXT(12,65) thai írással a következő jelentésű szöveget adja vissza: ’tizenkét bát hatvanöt szatang’ (สิบสองบาทหกสิบห้าสตางค์). Azért különös ez a függvény, mert egyedül a thai nyelvhez készült ilyen beépített függvény.